# 電子ニュートリノ
電子ニュートリノ（英: electron neutrino）は、素粒子標準模型における第一世代のニュートリノである。レプトンの三世代構造において、同じく第一世代の荷電レプトンである電子と対をなすため、電子ニュートリノと名付けられた。
ベータ崩壊の過程で運動量とエネルギーが喪失するという現象から、1930年にヴォルフガング・パウリによって予測され、1956年にフレデリック・ライネスとクライド・カワンによって最初に検出された。

## 予測
1900年代初め、理論によりベータ崩壊によって特定のエネルギーを持った電子が放出されると予測された。しかし1914年、ジェームズ・チャドウィックは連続したスペクトルを持つことを示した。
1930年、ヴォルフガング・パウリは未発見の粒子がエネルギー、運動量、角運動量を持ち去っているという理論を提案した。
1930年12月4日、パウリはチューリヒのPhysical Institute of the Federal Institute of Technologyに宛てて有名な手紙を書き、その中でベータ崩壊における連続スペクトルの問題を解決するために電子ニュートリノの存在を提案した。この手紙の全文の翻訳はPhysics Today誌の1978年9月号で読むことができる。

## 発見

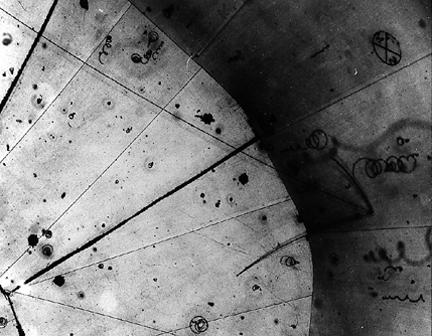
1970年11月13日に初めて観測されたニュートリノの飛跡。水素の泡箱の中で、ニュートリノは陽子と衝突している。衝突地点は写真の右側で3本の線が放射しているところである。

β崩壊のニュートリノを検出する装置は、1942年に王淦昌によって初めて考案された。そして、電子ニュートリノは、1956年にフレデリック・ライネスとクライド・カワンによって初めて検出された。この業績により、フレデリック・ライネスは1995年のノーベル物理学賞を受賞した。

## 命名
パウリは当初この粒子をニュートロン（neutron）と名づけた。しかしジェームズ・チャドウィックが1932年により重い核粒子を発見して中性子（neutron）と名付けると、2つの別の粒子が同じ名前で呼ばれることとなった。ベータ崩壊の理論を発展させたエンリコ・フェルミは1934年にニュートリノという新しい言葉を作り、この問題を解決した。この言葉はイタリア語で小さいneutronという意味である。
二つ目のニュートリノの存在が予測・発見されると、ニュートリノの種類を区別することが重要になった。現在では、パウリのニュートリノは電子ニュートリノと呼ばれ、二つ目のニュートリノはミューニュートリノと呼ばれている。しかし、歴史的な経緯から、単にニュートリノと言った場合には電子ニュートリノを指すことが多い。